# Municipio de Burr Oak (condado de Mitchell)
El municipio de Burr Oak (en inglés: Burr Oak Township) es un municipio ubicado en el condado de Mitchell en el estado estadounidense de Iowa. En el año 2010 tenía una población de 247 habitantes y una densidad poblacional de 3,01 personas por km².

## Geografía
El municipio de Burr Oak se encuentra ubicado en las coordenadas 43°18′54″N 92°43′30″O / 43.31500, -92.72500. Según la Oficina del Censo de los Estados Unidos, el municipio tiene una superficie total de 82.08 km², de la cual 82,08 km² corresponden a tierra firme y (0 %) 0 km² es agua.

## Demografía
Según el censo de 2010, había 247 personas residiendo en el municipio de Burr Oak. La densidad de población era de 3,01 hab./km². De los 247 habitantes, el municipio de Burr Oak estaba compuesto por el 100 % blancos. Del total de la población el 0 % eran hispanos o latinos de cualquier raza.